# بيتر غارلاند غلوفر
بيتر غارلاند غلوفر (بالإنجليزية: Peter Garland Glover) هو سياسي أمريكي، ولد في 14 يناير 1792، وتوفي في 27 أكتوبر 1851. حزبياً، نشط في الحزب الديمقراطي.